# FK Březová
FK Březová (celým názvem: Fotbalový Klub Březová z.s.) je český fotbalový klub, který sídlí v obci Březová ve Zlínském kraji. Založen byl v roce 1943. V sezóně 2022/23 klub postoupil do II. třídy v okrese Uherské Hradiště. Klubové barvy jsou žlutá a modrá.
Domácí zápasy se hrávají na stadionu Na Zelničkách, v Březové.

## Historické názvy
- 19?? – TJ Sokol (Tělovýchovná Jednota Sokol Březová)
- 19?? – TJ Orel (Tělovýchovná Jednota Orel Březová)

## Umístění v jednotlivých sezonách
Stručný přehled
- 2004–2010: Okresní soutěž Uherskohradišťska
- 2010–2013: Základní třída Uherskohradišťska – sk. A
- 2013–2016: Okresní soutěž Uherskohradišťska
- 2016–2022: Okresní přebor Uherskohradišťska
- 2022–2023: Okresní soutěž Uherskohradišťska
- 2023–: Okresní přebor Uherskohradišťska

Jednotlivé ročníky
Legenda: Z - zápasy, V - výhry, R - remízy, P - porážky, VG - vstřelené góly, OG - obdržené góly, +/- - rozdíl skóre, B - body, červené podbarvení - sestup, zelené podbarvení - postup, fialové podbarvení - reorganizace, změna skupiny či soutěže
| Česko (2004– ) |                                          |        |    |    |   |    |    |    |     |    |        |
| Sezóny         | Liga                                     | Úroveň | Z  | V  | R | P  | VG | OG | +/- | B  | Pozice |
| 2004/05        | Okresní soutěž Uherskohradišťska         | 9      | 26 | 12 | 6 | 8  | 69 | 49 | +20 | 42 | 4.     |
| 2005/06        | Okresní soutěž Uherskohradišťska         | 9      | 26 | 7  | 4 | 15 | 46 | 61 | -15 | 25 | 13.    |
| 2006/07        | Okresní soutěž Uherskohradišťska         | 9      | 26 | 9  | 2 | 15 | 60 | 71 | -11 | 29 | 11.    |
| 2007/08        | Okresní soutěž Uherskohradišťska         | 9      | 26 | 14 | 4 | 8  | 68 | 47 | +21 | 46 | 5.     |
| 2008/09        | Okresní soutěž Uherskohradišťska         | 9      | 26 | 13 | 4 | 9  | 69 | 47 | +22 | 43 | 4.     |
| 2009/10        | Okresní soutěž Uherskohradišťska         | 9      | 26 | 4  | 3 | 19 | 28 | 81 | -53 | 15 | 13.    |
| 2010/11        | Základní třída Uherskohradišťska – sk. A | 10     | 26 | 18 | 1 | 7  | 77 | 52 | +25 | 5  | 2.     |
| 2011/12        | Základní třída Uherskohradišťska – sk. A | 10     | 26 | 11 | 4 | 11 | 64 | 54 | +10 | 37 | 6.     |
| 2012/13        | Základní třída Uherskohradišťska – sk. A | 10     | 24 | 16 | 6 | 2  | 83 | 27 | +56 | 54 | 1.     |
| 2013/14        | Okresní soutěž Uherskohradišťska         | 9      | 22 | 15 | 2 | 5  | 65 | 31 | +34 | 47 | 3.     |
| 2014/15        | Okresní soutěž Uherskohradišťska         | 9      | 22 | 13 | 6 | 3  | 58 | 30 | +28 | 45 | 2.     |
| 2015/16        | Okresní soutěž Uherskohradišťska         | 9      | 22 | 17 | 4 | 1  | 77 | 18 | +59 | 5  | 1.     |
| 2016/17        | Okresní přebor Uherskohradišťska         | 8      | 26 | 12 | 6 | 8  | 64 | 57 | +7  | 42 | 5.     |
| 2017/18        | Okresní přebor Uherskohradišťska         | 8      | 26 | 11 | 3 | 12 | 62 | 67 | -5  | 36 | 8.     |
| 2018/19        | Okresní přebor Uherskohradišťska         | 8      | 26 | 13 | 4 | 9  | 47 | 58 | -11 | 43 | 4.     |
| 2019/20        | Okresní přebor Uherskohradišťska         | 8      | 13 | 6  | 1 | 6  | 30 | 26 | +4  | 19 | 8.     |
| 2020/21        | Okresní přebor Uherskohradišťska         | 8      | 9  | 5  | 1 | 3  | 18 | 13 | +5  | 16 | 4.     |
| 2021/22        | Okresní přebor Uherskohradišťska         | 8      | 26 | 10 | 3 | 13 | 50 | 54 | -4  | 3  | 12.    |
| 2022/23        | Okresní soutěž Uherskohradišťska         | 9      | 22 | 19 | 1 | 2  | 93 | 26 | +67 | 58 | 1.     |
| 2023/24        | Okresní přebor Uherskohradišťska         | 8      | 25 | 7  | 8 | 10 | 49 | 64 | -15 | 29 | 10.    |
| 2024/25        | Okresní přebor Uherskohradišťska         | 8      | 13 | 8  | 1 | 4  | 28 | 19 | +9  | 25 | 4.     |

Poznámky:
- 2019/20: Sezona nedohrána kvůli pandemii covidu-19.
- 2020/21: Sezona nedohrána kvůli pandemii covidu-19.